# Anambad
Anambad lub Nambad (zm. 731) – hiszpański duchowny, biskup Seo de Urgel do 731 roku.
Skazany na śmierć przez spalenie żywcem.